# Sallacia von Herbatch
Sallacia „Sally“ von Herbatch je fiktivní postava z fantasy série Zeměplocha Terryho Pratchetta.
Sally je svobodnice Městské hlídky a první upírka, která se k Hlídce přidala. Sally, původem z Überwaldu, přicestovala do Ankh-Morporku, aby se přidala k Hlídce. To se hodilo Lordu Vetinarimu a ankh-morporské misii übervaldské Ligy střídmosti, kteří po veliteli siru Samuelu Elániovi požadovali, aby do Hlídky přijal upířího strážníka. Sallyino jméno je několik stránek dlouhé (upíří záliba v dlouhých jménech je dobře známá) a ona trpí představou, že její jméno nikdo nepozná, když se pod tajnou zprávu podepíše pozpátku jako Aicallas (což také zřejmě platí pro většinu zeměplošských upírů).
Velitel Elánius „Sally“ příliš nedůvěřoval, protože byl vždy proti přijetí upíra, a seržantka Angua k ní měla jako übervaldská vlkodlačice hluboký odpor, protože cítila, že jde o špatnou krev. Sallyiny upírské schopnosti v Hlídce našly široké uplatnění, a dokonce se jí nakonec podařilo najít společnou řeč se seržantkou Anguou. Je představena v knize Buch!. Ukáže se, že je špehem trpasličího Dolního krále, ale Elánius si ji v Hlídce stejně nechá.